# Zoja Golubeva

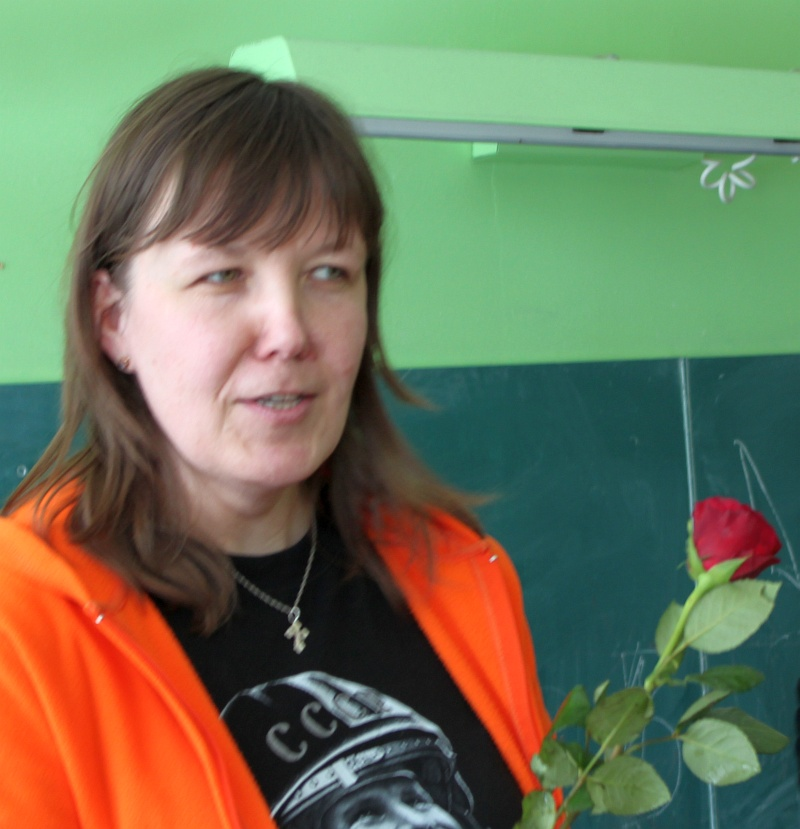
Zoja Golubeva in 2012

Zoja Aleksandrovna Golubeva (Wit-Russisch: Зоя Аляксандраўна Голубева) (Minsk, 30 april 1967) is een damster die onder haar geboortenaam Sadovskaja in Wit-Rusland geboren en getogen is en na haar huwelijk in 1989 naar Riga (Letland) is verhuisd. Zij is vijftienvoudig wereldkampioene.
Haar eerste wereldtitel behaalde ze in 1986 in een match tegen Elena Altsjoel. De volgende waren in 1988, 1990, 1991, 1992 (match tegen Nina Hoekman), 1994, 1995, 1996 (match tegen Karen van Lith), 1997, 1999, 2000  (match tegen Nina Hoekman), 2010, 2013, 2014, 2015. Bij het WK in 2001 in Velp kwam ze (verrassend) niet verder dan een elfde plaats en ook bij het Europees kampioenschap in 2002 in Vilnius behaalde ze een achtste plaats. In 1996 nam ze in Abidjan deel aan het WK algemeen en in 2002 in Domburg aan het EK algemeen. In beide gevallen wist ze de finale niet te halen. Op het EK in 2010 in Sępólno Krajeńskie werd Golubeva Europees kampioen.